# Nashom Wooden
Nashom Wooden (1969-23 de marzo de 2020) fue un artista e intérprete afroamericano. Fue miembro de la banda de música de baile electrónica The Ones, y actuó como una drag queen bajo el nombre artístico de Mona Foot.

## Biografía
Wooden se crio en Brooklyn, Nueva York, y entró en la vida nocturna de Nueva York en el Club Kid a mediados de la década de 1980. Para 1989, trabajó en Manhattan dirigiendo el departamento de ropa para hombres en la boutique de Patricia Field, mientras desarrollaba al mismo tiempo el personaje de drag queen Mona Foot con su amiga y excompañera de cuarto Lady Bunny. Wooden acredita a RuPaul como su mentor temprano; RuPaul le enseñó a Wooden cómo maquillarse, y ambos aparecerían en una obra fuera de Broadway titulada My Pet Homo. Como Mona Foot, Wooden organizó la competencia de arrastre semanal "Mona Foot's Star Search" en el bar gay Barracuda, de Nueva York, que fue citado por The New York Times como una inspiración para el reality RuPaul's Drag Race.
En 1997, comenzó a trabajar como barman y DJ en The Cock, un bar gay en East Village. En 1999, apareció como Mona Foot en la película de comedia y drama Flawless. Junto con JoJo Americo y Paul Alexander, coescribió e interpretó la canción de 2001 "Flawless" como el grupo musical The Ones, que alcanzó el puesto # 4 en la lista de Dance Club Songs y se hizo popular en clubes de Europa.
Durante su vida comenzó a actuar con menos frecuencia como Mona Foot, afirmando que "simplemente se esfumó. Dejé de tomar conciertos". Fue diagnosticado con VIH positivo, aunque tuvo una carga viral indetectable.

## Muerte
El 23 de marzo de 2020, Wooden murió a la edad de 50 años como resultado de complicaciones de un caso sospechoso de COVID-19 en Nueva York, en medio de la pandemia de coronavirus de 2019-20. Sus restos fueron incinerados y sus cenizas fueron enterradas en el cementerio de Green-Wood en Brooklyn, Nueva York.